# Luís Howorth
Luís Fernando Serzedelo do Nascimento Howorth (ur. 11 marca 1909 w Anjos, zm. 10 lutego 1977 w Santa Maria de Belém) – portugalski strzelec, olimpijczyk.
Wystąpił na Letnich Igrzyskach Olimpijskich 1952 w dwóch konkurencjach. Zajął 31. miejsce w karabinie małokalibrowym w trzech postawach z 50 m i 37. pozycję w karabinie małokalibrowym leżąc z 50 m (startowało odpowiednio 44 i 58 strzelców).
W 1965 roku został mistrzem Portugalii w strzelaniu z karabinu z 50 m.

## Wyniki

### Igrzyska olimpijskie
| Igrzyska      | Konkurencja                               | Wynik                   | Miejsce | Źródło |
| ------------- | ----------------------------------------- | ----------------------- | ------- | ------ |
| Helsinki 1952 | Karabin małokalibrowy leżąc, 50 m         | 393 pkt. (98–98–97–100) | 37      | [ 2 ]  |
| Helsinki 1952 | Karabin małokalibrowy, trzy postawy, 50 m | 1114 pkt. (393–362–359) | 31      | [ 3 ]  |